# Protainophthalmus asperulus
Cleonus asperulus, Brachyderes aquisextanus, Brachyderes longipes, Cleonus marcelli
Espèce
Synonymes
- †Cleonus asperulus Heer, 1856
- †Brachyderes aquisextanus Oustalet, 1874
- †Brachyderes longipes Oustalet, 1874
- †Cleonus marcelli Oustalet, 1874

Protainophthalmus asperulus est une espèce fossile d'insectes coléoptères de la sous-famille des Entiminae (famille des Curculionidae).

## Classification
L'espèce Protainophthalmus asperulus est décrite en 1856 par le géologue et naturaliste suisse Oswald Heer (1809-1883) sous le protonyme Cleonus asperulus,.
En 1992, Vladimir Zherikhin (d) crée le genre Protainophthalmus et classe cette espèce sous son taxon actuel, Protainophthalmus asperulus, ce qui est validé en 2011 par Nikolai Yunakov (d) et Alexander Kirejtshuk (d), et en 2015 par Andrei Legalov,.

### Synonymes
En 1992, Vladimir Zherikhin range les espèces suivantes, décrites en 1874 par Émile Oustalet, dans les synonymes de Protainophthalmus asperulus, ce qui est également confirmé par ses pairs,, :
- Brachyderes aquisextanus Oustalet, 1874
- Brachyderes longipes Oustalet, 1874
- Cleonus marcelli Oustalet, 1874

S'ajoutent à cette liste les deux synonymes suivants :
- Cleonis asperulus Heer, 1856
- Cleonus asperulus (Heer, 1856)

### Citations
En 1891 Cleonus asperulus est citée par Bruno Förster.
En 1937 les espèces Brachyderes longipes, Cleonus asperulus et Cleonus marcelli sont citées par Nicolas Théobald,.

### Fossiles
Selon Paleobiology Database en 2023, neuf collections pour dix-sept occurrences sont référencées, dont : 
- Miocène  une collection en Italie, 
  - d'Agrigento, décrite en 1992 par V. V. Zherikhin[3] ;
- Oligocène, huit collections en France[2],
  - de Brunstatt, Haut-Rhin, en 1891, décrite par Bruno Förster[8] ;
  - de Céreste venant des collections de Nancy, en 1937, décrite par Nicolas Théobald[9] ;
  - d'Aix-en-Provence, de l'institut géologique de Lyon, en 1937, décrite par Nicolas Théobald[9] ;
  - d'Aix-en-Provence, du Muséum de Marseille et de la collection du Professeur Heer, en 1872, décrite par Samuel Hubbard Scudder[10] ;
  - d'Aix-en-Provence, de la collection Coquand et du MNHN, en 1915 décrite par Fernand Meunier[11] ;
  - d'Aix-en-Provence, du Musée Blanchet, en 1856 décrit par Oswald Heer[1],[2].

### Étymologie
L'épithète spécifique asperulus signifie « rugueux » en latin.

## Description

### Caractères
Diagnose de Nicolas Théobald en 1937 concernant les fossiles de Céreste, : 

« Cleonus marcelli Oustalet
Echant. F75. coll. Fliche. Espèce déjà connue d'Aix.
Cleonus asperulus Heer
Echant. F46 et F86 (?). Insecte déjà connu d'Aix. ».

Concernant les fossiles de l'espèce Brachyderes longipes : 

« Onze exemplaires décrits par Oustalet, trois autres dans la collection de l'Ecole des Mines (n° 8, 9, 10). L'échantillon A51 de l'institut géologique de Lyon, marqué "Meleus n° 6" par M. de Serres, appartient à cette espèce.
Oustalet la rapproche de B. lusitanicus qui vit dans les forêts de pins et de chênes de la France méridionale. ».

## Galerie
- Cleonis pigra, une espèce vivante du genre Cleonis.

### Publication originale
- [1856] (de) Oswald Heer, Ueber die fossilen Insekten von Aix in der Provence, vol. 1, Zurich, coll. « Vierteljahrsschrift der Naturforschenden Gesellschaft in Zürich », 1856, 1-40 p.